# Município de Brown (condado de Franklin, Ohio)
Localização do Ohio nos E.U.A.
O município de Brown (em inglês: Brown Township) é um local localizado no condado de Franklin no estado estadounidense de Ohio. No ano 2010 tinha uma população de 2293 habitantes e uma densidade populacional de 40,87 pessoas por km².

## Geografia
O município de Brown encontra-se localizado nas coordenadas 40° 00′ 11″ N, 83° 13′ 39″ O. Segundo a Departamento do Censo dos Estados Unidos, o município tem uma superfície total de 56.1 km², da qual 55,53 km² correspondem a terra firme e (1,02 %) 0,57 km² é água.

## Demografia
Segundo o censo de 2010, tinha 2293 pessoas residindo no município de Brown. A densidade de população era de 40,87 hab./km².